# IAC Intersindical Alternativa de Catalunya

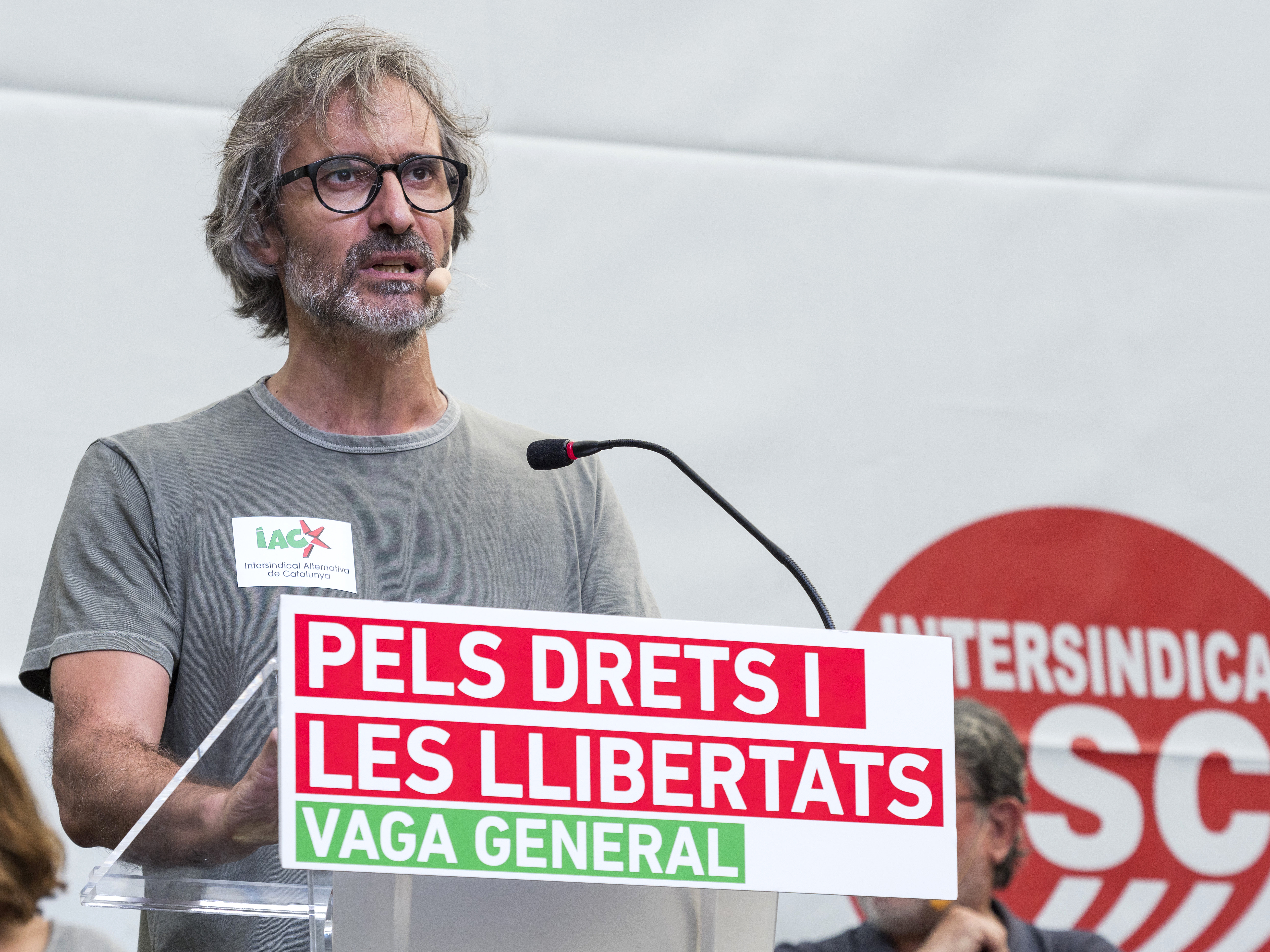
Imatge del 18 d'octubre de 2019 Aturada de país "Pels drets i les llibertats" Vaga general.

Intersindical Alternativa de Catalunya (IAC) és una organització sindical catalana confederal que agrupa 7 sindicats (CATAC-CTS, CAU-IAC, IAC-CATAC, FAA, FTC, SF i USTEC-STEs). Compta amb una forta presència entre els funcionaris de la Generalitat de Catalunya. Els seus portaveus són David Caño i Cargol i Assumpta Barbens i Sendra.